# Sandviken
Sandviken è una città della Svezia, capoluogo del comune omonimo, nella contea di Gävleborg. Ha una popolazione di 22 965 abitanti.